# Zahedan
Zahedan (in farsi: زاهدان, Zāhedān) è una città nel sudest dell'Iran, al confine col Pakistan, capitale della provincia del Sistan e Baluchistan. Nel 2006 la città aveva una popolazione di 552.706 abitanti. È diventata tragicamente nota all'estero per il massacro del settembre 2022.

## Geografia fisica
Zahedan si trova nei pressi del confine iraniano con il Pakistan e con l'Afghanistan, ad un'altezza di 1.352 sopra il livello del mare ed a una distanza di circa 1.605 km ad est di Teheran, la capitale iraniana.

## Origini del nome
Prima dell'ascesa dello Reza Shah Pahlavi nel 1923, la città di Zahedan era nota con il nome di Dozz-aap. Questo nome a sua volta deriva dal persiano Dozd-aab, che letteralmente significa "ladro d'acqua." Questo è il nome dato a una formazione di terra sabbiosa che assorbe rapidamente l'acqua che cade su di essa, sia che sia pioggia o sia irrigazione.
Il nome fu cambiato in Zahedan dall'Accademia della Cultura, fondata durante il regno di Reza Shah Pahlavi negli anni trenta, che cambiò molti toponimi in Iran. Incluso il nome nello Stato che fino al 1935 era noto come Persia.
Una teoria popolare dice che il nome attuale, Zahedan ("saggio", o "persone pie" in Persiano) fu dato alla città dopo la visita di Reza Shah. La storia racconta che una volta arrivato in città, lo Shah notò molti Sikh tra gli abitanti della popolazione. A causa del loro modo di vestire, lo Shah male interpretò e credette che gli abitanti fossero persone molto devote. I Sikh non erano molti, ma si occupavano di commercio e quindi erano molto visibili nelle principali vie della città.

## Istruzione

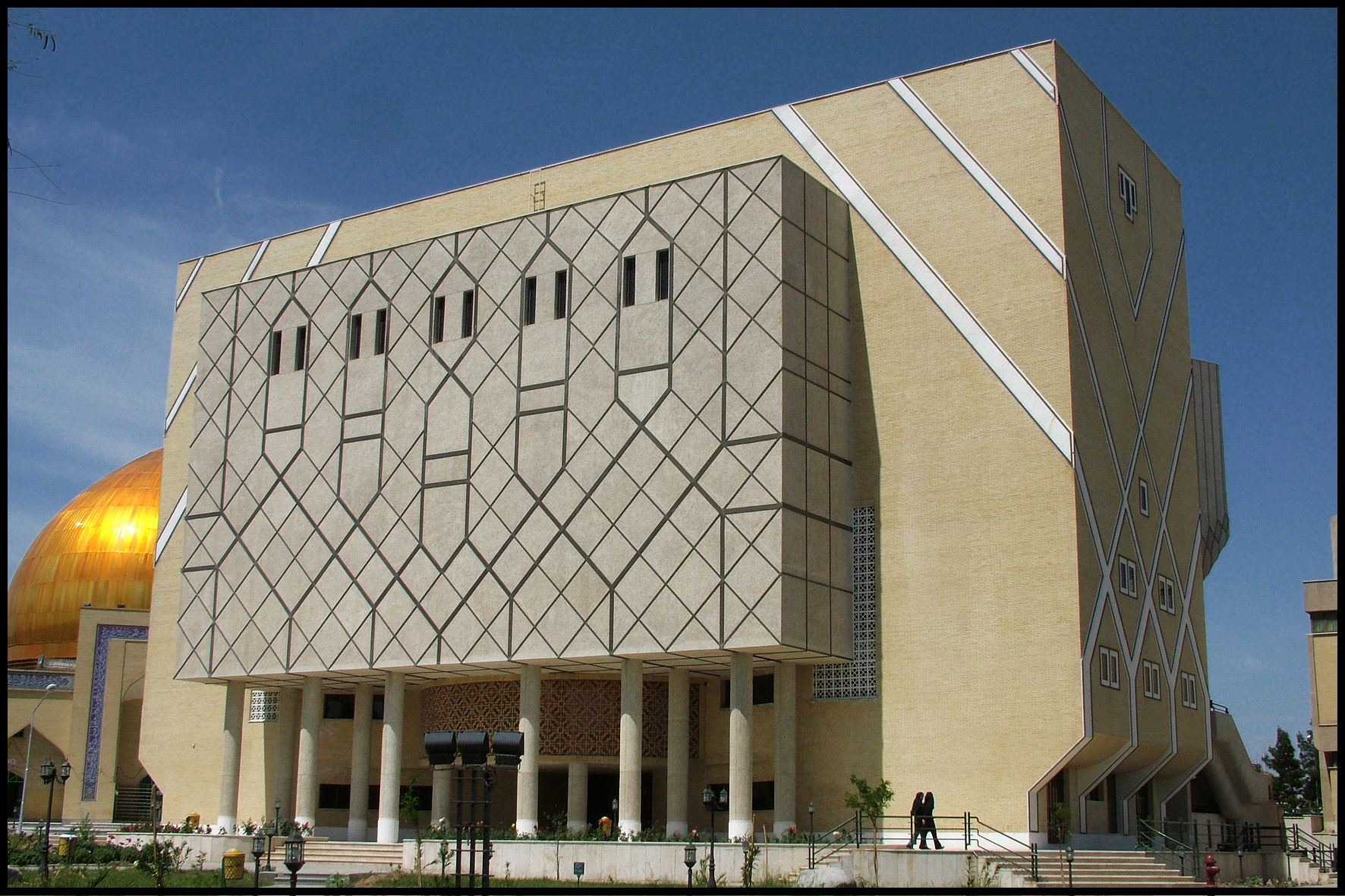
Anfiteatro della Università di Sistan e Baluchistan in Zahedan.

Zahedan è la sede della Università Islamica Azad, della "Scienze Mediche di Università di Zahedan" e della Università di Sistan e Baluchistan.

## Demografia e cultura
La stragrande maggioranza degli abitanti di Zahedan sono etnicamente Baluchi e parlano la lingua baluchi. Vi abitano anche piccoli gruppi di pashtun, sistani e di Brahui.
Zahedan giace ad est del deserto Kavir-e Loot. La città era parte della regione storica del Sistan (Persiano: سیستان), situata attualmente ai bordi dell'Iran centro-orientale e del Afghanistan del sudovest. Una porzione forma parte della provincia iraniana di Sistan e Baluchestan. L'altra parte si trova nella provincia di Nimruz dell'Afghanistan.
Il nome Sistan deriva da 'Sakastan', regione alla quale il Sistan apparteneva, costituendone la parte più occidentale. I Saka che erano i nativi originari del Sistan vennero spinti fino alla regione del Punjab durante la dinastia Arsacide (63 a.C.-220 d.C.). I Saffaridi (861-1003 d.C.), una delle prime dinastie iraniane dell'era Islamica, erano i primi dominatori del Sistan. Nel libro Shahnameh, del Sistan si parla anche come Zabulistan, riferendosi a Zabol, una città della regione. Nel racconto epico "Ferdowsi", Zabulistan viene a sua volta descritta come la casa dell'eroe mitologico, il Re Rostam.
Zahedan e l'area del Sistan hanno una forte connessione con il Zoroastrismo e durante i tempi dei Sasanidi il lago Hamun era uno dei siti di pellegrinaggio per i seguaci di quella religione. Nel culto popolare zoroastriano, il lago mantiene il seme di Zoroastro e giusto prima del rinnovamento finale del mondo, tre matrone entreranno nel lago, ognuna per partorire dei bambini "saoshyant" che saranno dei salvatori dell'umanità nel rinnovamento finale del mondo. Il più famoso sito archeologico in Sistan si trova a Kuh-e Khwajeh, un monte che s'innalza da un'isola nel mezzo del lago Hamun.
Zahedan è il centro economico più importante della provincia e casa di molte piccole e medie imprese. I suoi prodotti principali comprendono tessuti di cotone, tappeti tessuti e annodati a mano, ceramiche, beni alimentari, semi per animali, pelli semilavorate, riso, mattoni, stuoie di canne e cestini.
Come molte città iraniane, Zahedan ha una moschea per shiye, la Jame mosque, dove molti membri della comunità si radunano per la preghiera del venerdì. La città ha anche una gurdwara Sikh. Si può trovare anche un variopinto bazar, Rasouli Bazaar, dove si mescolano i mercanti Baluchi e Pashtun. Circa 100 km a sud di Zahedan c'è un vulcano intermittente, il Taftan, che si innalza bruscamente per 4.042 metri dalla pianura circostante.
Sebbene l'area circostante sia ricca di siti archeologici, Zahedan si è sviluppata soprattutto nel XX secolo. Prima di essere scelta come centro amministrativo provinciale negli anni Trenta, la città era poco più che un villaggio. La popolazione era di 17.500 persone nel 1956 e aumento di cinque volte fino a 93.000 persone nel 1976. Dopo il 1980 un gran numero di rifugiati in fuga dall'invasione dell'Afghanistan da parte dell'Unione Sovietica aiutò a triplicare la popolazione di Zahedan a più di 281.000 persone nel 1986, numero che tutt'oggi è quasi ulteriormente raddoppiato.

## Infrastrutture e trasporti
L'autostrada collega Zahedan a Tehran e Mashhad verso nord, al porto di Bandar Chabahar sul Golfo di Oman verso sud, e la città pakistana di Quetta a est.
Per molti anni, una linea ferroviaria collegava Zahedan a Quetta in Pakistan.
Più recentemente è stata completata una linea ferroviaria da Zahedan a Kerman nell'Iran centrale, che connette Zahedan al resto della rete ferroviaria iraniana. Questo è il risultato del MOU del 18 maggio 2007, che prevedeva una cooperazione tra Iran e Pakistan per la costruzione di una rete ferroviaria che doveva essere completata nel dicembre 2008. In via non ufficiale fu fatta la cerimonia di apertura il 19 giugno 2009. Zahedan possiede un aeroporto internazionale.